# Tehaapapa III
Teha'apapa III, née princesse Teri'inavahoro'a le 8 août 1879 à Huahine où elle est morte le 27 avril 1917, est une princese polynésienne qui fut la dernière reine de Huahine et Maia'o de 1893 à 1895.

## Biographie

### Famille
Elle est la fille aînée du prince Marama de Huahine et de sa première épouse, la princesse Te-tua-marama a Te-u-ru-ari'i, de la lignée royale de Rurutu.
Par son père, elle appartient à la dynastie Teurura'i de Huahine et Tamatoa de Raiatea. Par sa mère, elle descend de la lignée Te-u-ru-ari'i, famille régnante à Rurutu. Ainsi, la reine est nièce des rois Tamatoa VI de Raiatea et Tahaa ainsi que de Teuruarii IV de Rurutu.

### Succession au trône
En 1893, après la mort de sa grand-mère paternelle Teha'apapa II, elle devient reine de Huahine et Maia'o sous le nom de Teha'apapa III, à l'âge de quatorze ans, sous la régence de son père Marama, alors Premier ministre du royaume.
Elle est fiancée puis mariée à Fare en mai 1895 à Teri'i-te-vae-ara'i, un membre de la famille princière Ma'i de Bora-Bora de qui elle a un fils. 
Après la bénédiction religieuse, la cérémonie royale se poursuivit au Palais royal de Fare.

### Abdication
Après seulement deux années de règne, le régent, au nom de la reine, la reine elle-même et les principaux chefs de son royaume décident unanimement, par un traité d'abdication de septembre 1895, d'abandonner définitivement leurs pouvoirs en faveur de la République française. La reine reçoit alors un pavillon tricolore sur lequel sont inscrits ses initiales et son chiffre ainsi qu'une pension viagère. 
Elle peut enfin se consacrer entièrement à sa vie familiale.
En 1898, la Chambre des députés française prononce l'intégration de l'île Huahine dans son domaine colonial et rattache cette dernière aux Établissements français d'Océanie. Son histoire se confond dès lors avec celle de Tahiti.

### Dernières années
Après avoir divorcé en 1897, l'ancienne reine s'unit à Tini a Tu-ari'i-hi'o-noa, dont elle aura onze autres enfants. Elle meurt le 27 avril 1917 en couches.

## Titres royaux
Teri'inavahoro'a Teha'apapa III a porté les titres suivants :
- 8 août 1879 - 22 février 1888 Son Altesse la Princesse Teri'inavahoro'a
- 22 février 1888 - 28 mai 1893 Son Altesse la princesse héritière Teri'inavahoro'a de Huahine
- 28 mai 1893 - 15 septembre 1895 Sa Majesté la reine de Huahine et Maia'o

Le royaume est rattaché définitivement à la France en 1895
Après son abdication, elle garde à titre personnel son titre de Reine
- 15 septembre 1895 - 27 avril 1917 Sa Majesté la reine Teri'inavahoro'a Teha'apapa III Teurura'i